# La nostra ciutat
La nostra ciutat (Our Town) és una obra de teatre en tres actes creada pel dramaturg nord-americà Thornton Wilder l'any 1938. Segons el crític Edward Albee, és "la millor obra nord-americana que mai s'ha escrit". Presenta la ciutat americana de Grover's Corners –que és fictícia–, entre 1901 i 1913, a través de la vida quotidiana. la vida dels seus ciutadans.
Wilder fa servir dispositius metateatrals, situa l'obra al teatre real on s'està representant. El personatge principal és el director d'escena del teatre, que s'adreça directament al públic, fa venir professors convidats, planteja preguntes del públic... L'obra es representa sense decoració en un escenari pràcticament nu. Amb algunes excepcions, els actors presenten accions sense l'ús d'accessoris.
La primera representació de Our Town va ser al McCarter Theatre de Princeton, Nova Jersey, el 22 de gener de 1938. Va tenir èxit a Broadway i va rebre el Premi Pulitzer de Teatre. Aquesta obre és encara avui molt popular, de manera que es representa tot sovint als EUA.
Al nostre país, n'hi a una versió lliure al català situada a Sabadell. La va adaptar Josep Torrella sota el nom de Aquesta ciutat i la va estrenar el grup Doble Via l'any 1985, sota la direcció de Salvador Fité, que interpretava també el paper de narrador.